# Papilio hectorides
Espèce
Papilio hectorides est une espèce de lépidoptères (papillons) de la famille des Papilionidae. Cette espèce est présente dans le quart sud-est de l'Amérique du Sud.

## Description

### Imago
Il y a un dimorphisme sexuel. Chez le mâle les ailes sont noires à l'avers. Les ailes  antérieures portent une bande crème plus ou moins large. Les ailes postérieures sont de forme dentelée avec de longues queues noires. Elles portent une bande crème dans le prolongement de celle des ailes antérieures, ainsi qu'une série de macules crème submarginales, un point orange ou rouge dans l'angle anal et des macules rouges plus ou moins larges dans la partie médiane de l'aile. Au revers les ailes sont marron, les motifs sont similaires à ceux de l'avers mais il y a de fines stries dans la cellule des ailes antérieures, davantage de macules rouges sur les ailes postérieures et une série de macules crème supplémentaires.
La femelle est similaire, mais les macules submarginales des ailes postérieures sont rouges à l'avers et au revers. En outre il existe une forme sombre chez laquelle les bandes crème des ailes sont absentes.

Le corps est blanc crème, le dessus de la tête et du corps est noir.

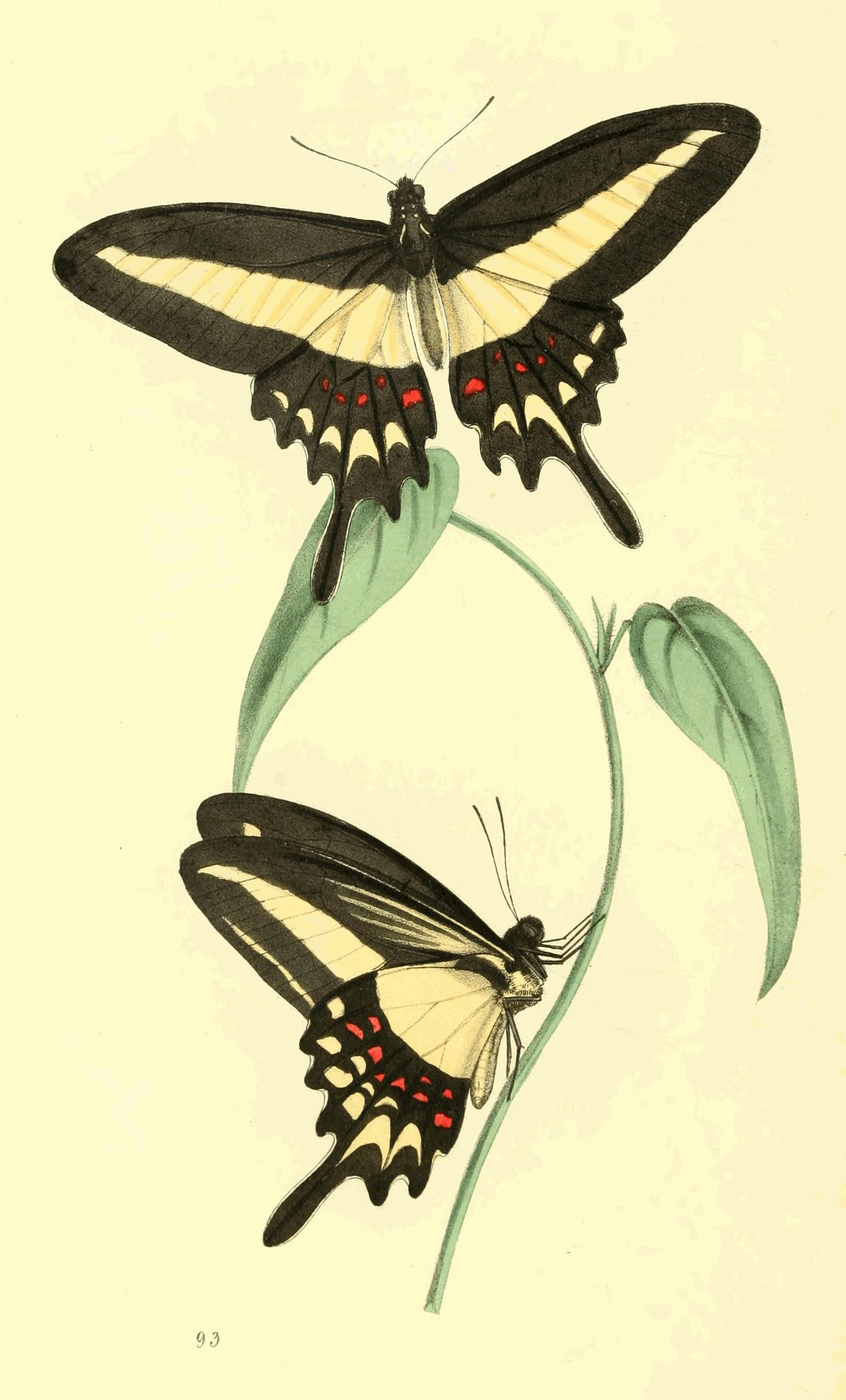
Papilio hectorides mâle (illustration)
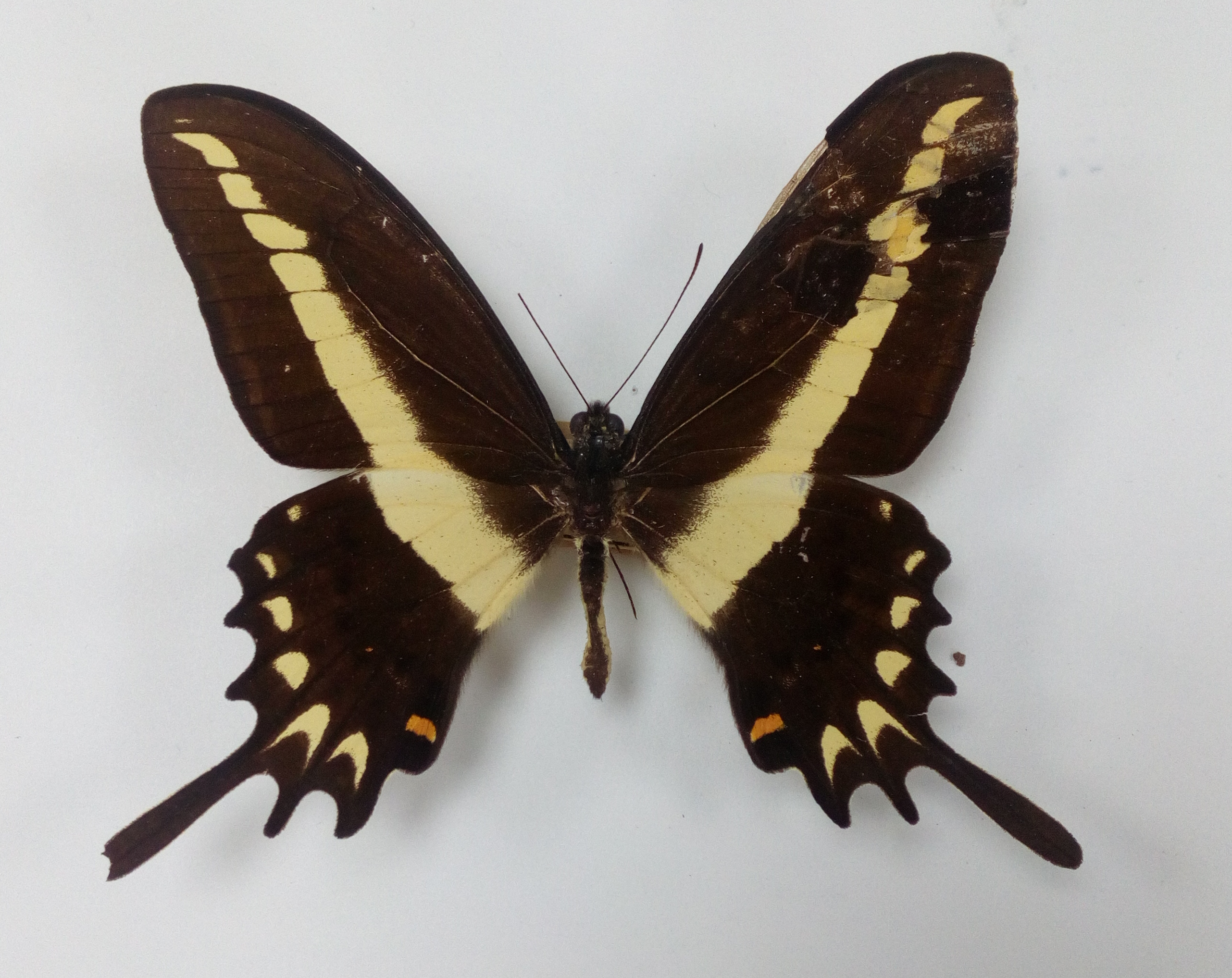
Papilio hectorides mâle
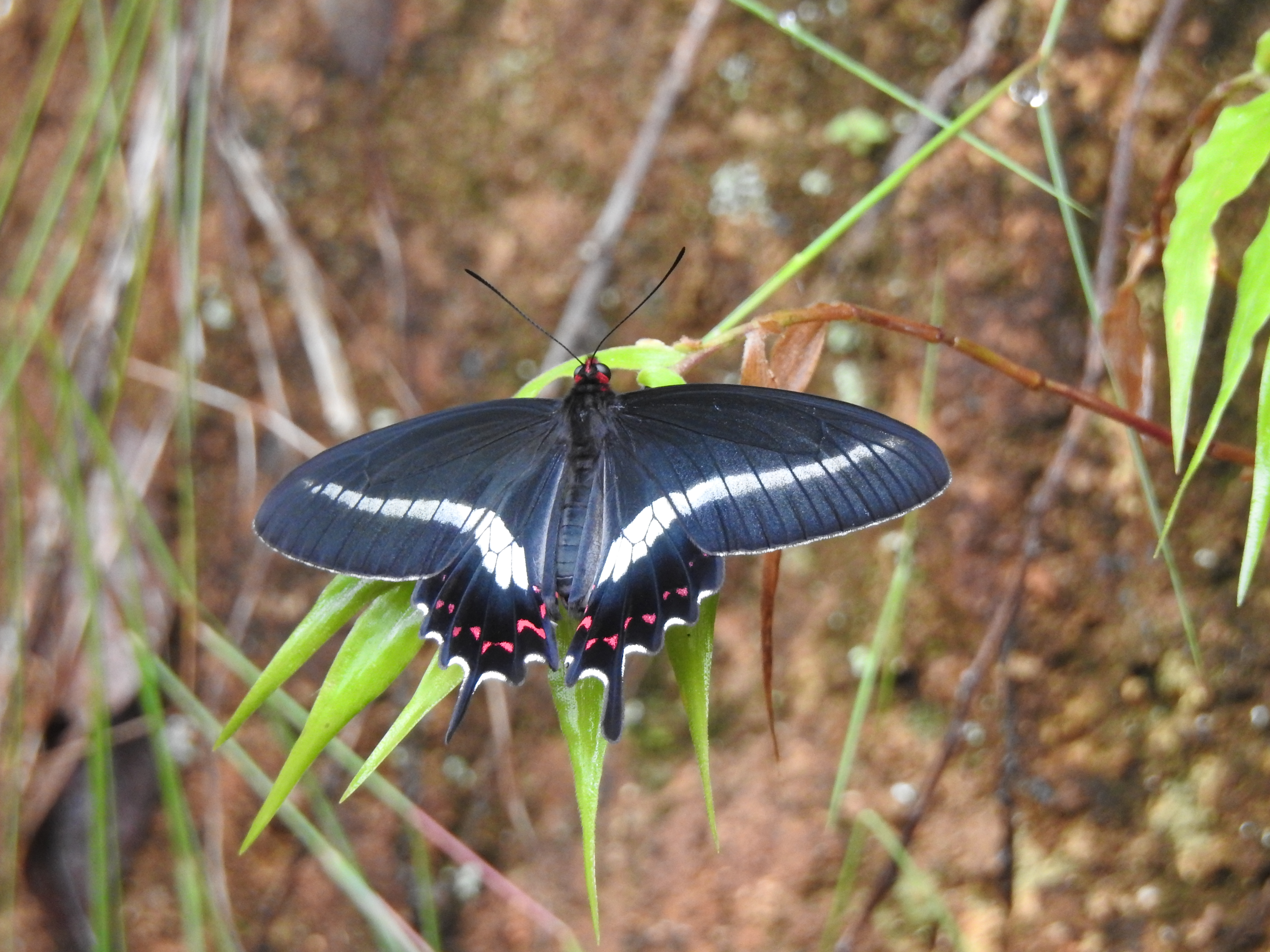
Papilio hectorides femelle

### Juvéniles
Les chenilles sont couvertes de petits piquants et de couleur dominante marron. L'arrière du corps est blanc et il y a une large macule jaunâtre au milieu du corps. Les premiers stades sont luisants et portent des macules orange qui disparaissent presque entièrement au dernier stade. La chrysalide est marron ou grise, elle imite un morceau de noir et porte une longue protubérance dans le dos.

## Écologie
La femelle pond ses œufs par groupe d'1 à 8 sur des plantes de la famille des Rutacés et des Piperacés, de préférence dans des lieux ombragés. Au Brésil la plante-hôte la plus courante dans la nature est Zanthoxylum hiemale, mais l'espèce peut aussi utiliser Piper amalago, Piper xylosteoides, Z. rhoifolium et Citrus limon (Citronnier). Les chenilles passent habituellement par cinq stades avant de se changer en chrysalide, mais il arrive que des chenilles, les mâles le plus souvent, connaissent un 6e stade larvaire. La croissance dure alors plus longtemps mais la chrysalide est plus grande que chez les chenilles qui ont grandi dans les mêmes conditions mais n'ont connu que 5 stades. Ce phénomène est plus ou moins fréquent selon la plante hôte utilisée, il se produit assez souvent avec Piper xylosteoides, parfois avec Zanthoxylum hiemale et Z. rhoifolium et jamais avec Piper amalago. Z. hiemale et Piper amalago semblent être de meilleures plantes-hôtes que Piper xylosteoides et Z. rhoifolium.
Comme toutes les espèces de Papilionides les chenilles possèdent derrière la tête un osmeterium, organe fourchu qu'elles déploient pour faire fuir les prédateurs.

Cette espèce passe la saison sèche sous forme de chrysalide,.

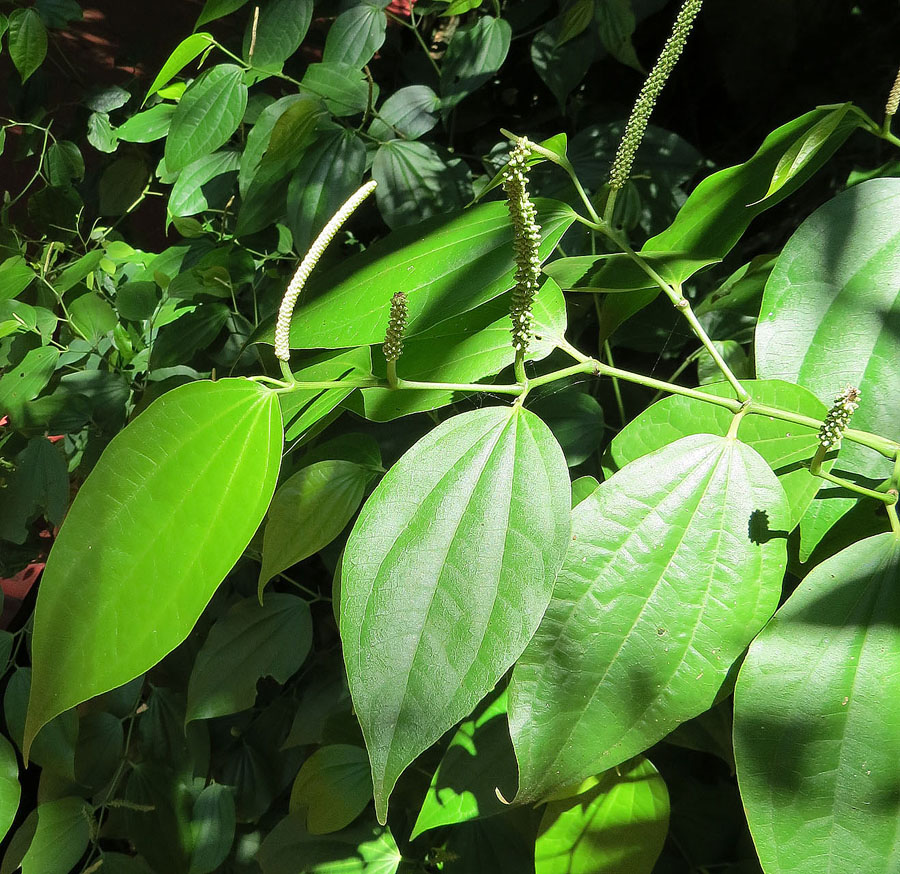
Piper amalago
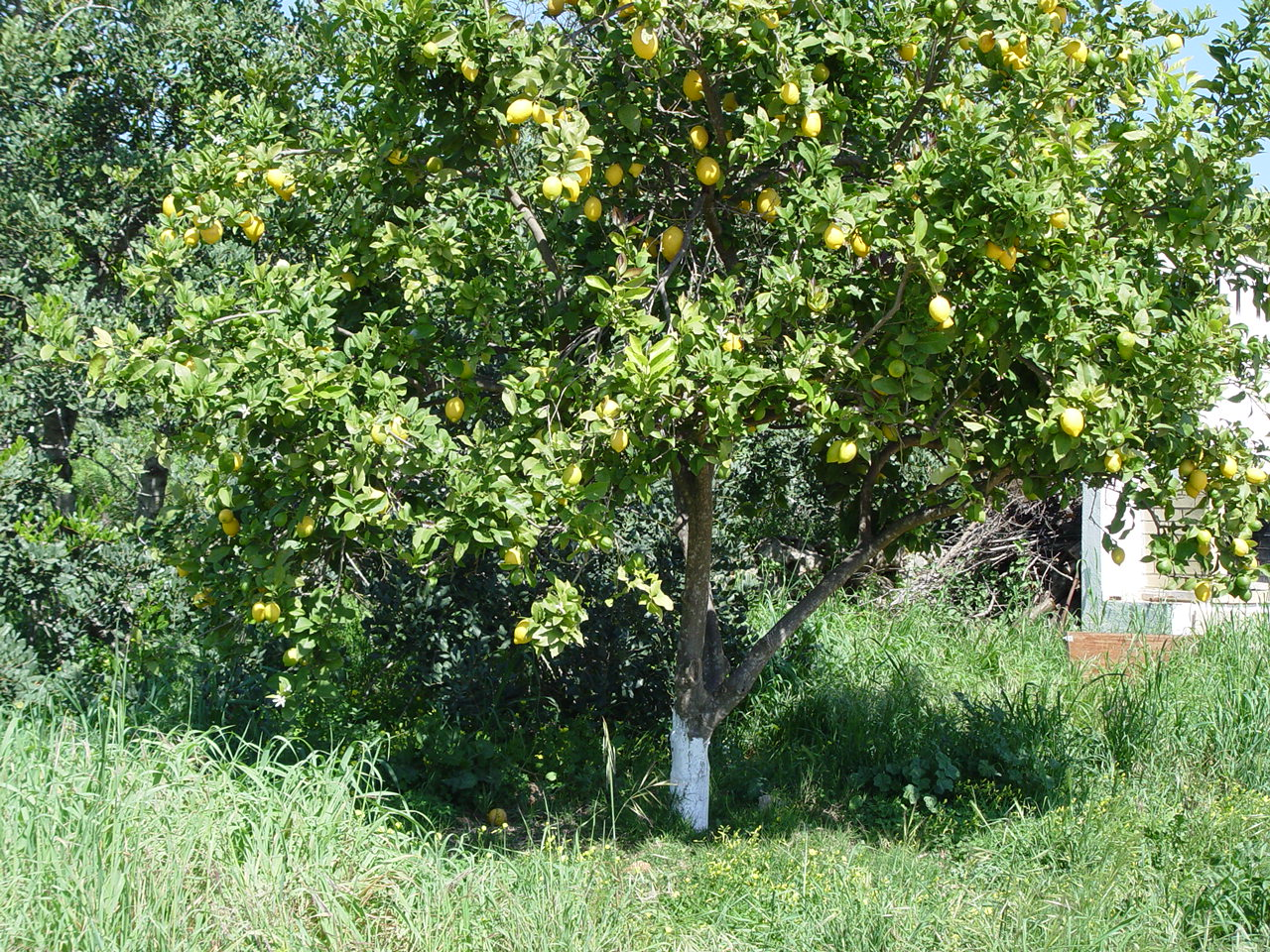
Citrus limon (Citronnier)

## Habitat et répartition
Papilio hectorides est présent dans le quart sud-est de l'Amérique du Sud, au Brésil, au Paraguay, en Uruguay et en Argentine.

## Systématique
L'espèce Papilio hectorides a été décrite pour la première fois en 1794 par l'entomologiste Eugen Esper. Elle appartient au groupe des Heraclides, composé d'une trentaine de Papilio américains.